# Läppfiskar

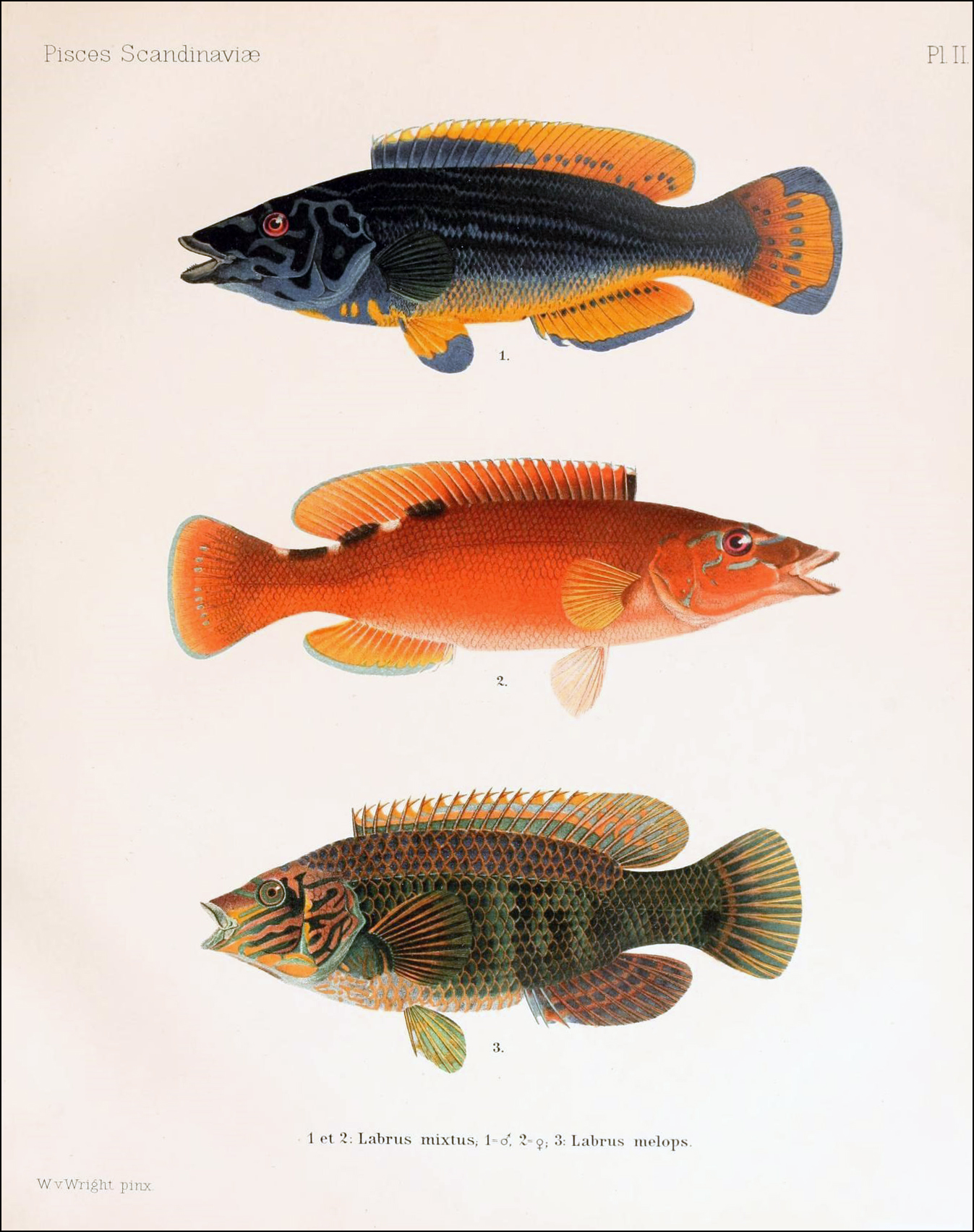
Blågylta hane (överst) och hona (mitten), samt skärsnultra (underst) av Wilhelm von Wright.

Läppfiskar (Labridae) är en familj abborrartade fiskar som består mer än 550 arter, varav ett stort antal är bjärt färgade. Dessa arter indelas i närmare 70 släkten, av vilka en del brukar inplaceras i fem underfamiljer.
Flera arter lever i symbiotiskt förhållande med andra arter, som de rengör. Det finns även arter som har fritt i havet levande ryggradslösa djur som föda. Många arter är populära akvariefiskar.
Familjens medlemmar förekommer i Atlanten, Indiska oceanen och i Stilla havet. De besöker ibland bräckt vatten. Ryggfenan har 8 till 21 taggstrålar och 6 till 21 mjukstrålar. Antalet taggstrålar i analfenan är 3 till 6 och av mjukstrålar finns 7 till 18 i analfenan. Angående storleken, kroppens form och färgsättningen finns stora variationer.
De flesta arter gräver sig ner i havsbotten för att vila. Flera läppfiskarter byter kön och kroppsfärg under livets gång. Honor som omvandlas till hanar blir vanligen färggladare. De minsta familjemedlemmarna är 4,5 cm långa och de flesta läppfiskar blir inte längre än 15 cm. Några särskilt stora arter når en längd av 230 cm.

## Släkten
- brunsnultresläktet (Acantholabrus)  Valenciennes i Cuvier & Valenciennes, 1839.  1 art
- Achoerodus  Gill, 1863.  2 arter
- Anchichoerops  Barnard, 1927.   1 art
- Austrolabrus  Steindachner, 1884.  1 art
- grässnultresläktet (Centrolabrus)  Günther, 1861.    3 arter
- Clepticus  Cuvier, 1829.   3 arter
- Conniella  Allen, 1983.  1 art
- stensnultresläktet (Ctenolabrus)  Valenciennes i Cuvier & Valenciennes, 1839.   1 art
- Decodon  Günther, 1861.   4 arter
- Diproctacanthus  Bleeker, 1862.     1 art
- Doratonotus  Günther, 1861.   1 art
- Dotalabrus  Whitley, 1930.  2 arter
- Eupetrichthys  Ramsay & Ogilby, 1888.  1 art
- Frontilabrus  Randall & Condé, 1989.   1 art
- Gomphosus  Lacépède, 1801.  2 arter
- Labrichthys  Bleeker, 1854.   1 art
- Labroides  Bleeker, 1851.   5 arter
- Labropsis  Schmidt, 1931.  6 arter
- gyltsläktet (Labrus)  Linné, 1758.   4 arter
- Lachnolaimus  Cuvier, 1829.    1 art
- Lappanella  Jordan, 1890.  2 arter
- Larabicus  Randall & Springer, 1973.  1 art
- Leptojulis  Bleeker, 1862.    5 arter
- Malapterus  Valenciennes i Cuvier & Valenciennes, 1839.   1 art
- Minilabrus  Randall & Dor, 1980.   1 art
- Nelabrichthys  Russell, 1983.  1 art
- Notolabrus  Russell, 1988.  7 arter
- Ophthalmolepis  Bleeker, 1862.    1 art
- Oxycheilinus  Gill, 1862.  10 arter
- Oxyjulis  Gill, 1863.  1 art
- Paracheilinus  Fourmanoir i Roux-Estève & Fourmanoir, 1955.   15 arter
- Pictilabrus  Gill, 1891.  3 arter
- Polylepion  Gomon, 1977.  2 arter
- Pseudolabrus  Bleeker, 1862.    12 arter
- Semicossyphus  Günther, 1861.   3 arter
- Suezichthys  Smith, 1958.  10 arter
- rödsnultresläktet (Symphodus)  Rafinesque, 1810.  10 arter
- Tautoga  Mitchill, 1814.   1 art
- Tautogolabrus  Günther, 1862.   2 arter
- Terelabrus  Randall & Fourmanoir, 1998.  1 art
- Xenojulis  de Beaufort, 1939.   1 art
- Xiphocheilus  Bleeker, 1857.    1 art

Underfamilj Bodianinae  
- Bodianus  Bloch, 1790.   34 arter
- Choerodon  Bleeker, 1849.    25 arter

Underfamilj Cheilininae  

- Cheilinus  Lacépède, 1801.     8 arter
- Cirrhilabrus  Temminck & Schlegel, 1845.    42 arter
- Cymolutes  Günther, 1861.   3 arter
- Epibulus  Cuvier, 1815.   1 art
- Iniistius  Gill, 1862.   7 arter
- Novaculichthys  Bleeker, 1862.    2 arter
- Pseudocheilinops  Schultz i Schultz et al., 1960.  1 art
- Pseudocheilinus  Bleeker, 1862.     7 arter
- Pteragogus  Peters, 1855.    7 arter
- Wetmorella  Fowler & Bean, 1928.  2 arter
- Xyrichtys  Cuvier, 1814.  25 arter

Underfamilj Corinae  

- Anampses  Quoy & Gaimard, 1824.  13 arter
- Cheilio  Lacépède, 1802.   1 art
- Coris  Lacépède, 1801.   26 arter
- Halichoeres  Rüppell, 1835.   75 arter
- Hemigymnus  Günther, 1861.  2 arter
- Hologymnosus  Lacépède, 1801.    4 arter
- Macropharyngodon  Bleeker, 1862.   11 arter
- Parajulis  Bleeker, 1865.     1 art
- Pseudocoris  Bleeker, 1862.   5 arter
- Pseudojuloides  Fowler, 1949.    11 arter
- Stethojulis  Günther, 1861.   10 arter
- Thalassoma  Swainson, 1839.  28 arter

Underfamilj Pseudodacinae  
- Pseudodax  Bleeker, 1861.   1 art

Underfamilj Xyrichtyinae  
- Ammolabrus  Randall & Carlson, 1997.  1 art